# Picocoraciae
Picocoraciae là tên gọi khoa học của một nhánh chứa bộ Bucerotiformes (hồng hoàng và đầu rìu) và nhánh Picodynastornithes (chứa các loài chim như sả, bói cá, gõ kiến và chim toucan) được hỗ trợ bởi một số phân tích di truyền và hình thái. Trong khi các nghiên cứu này hỗ trợ mối quan hệ chị-em của Coraciiformes và Piciformes thì một nghiên cứu khác có siêu ma trận quy mô lớn nhưng thưa lại gợi ý về mối quan hệ chị-em giữa Bucerotiformes và Piciformes.
|                    | Bucerotiformes (hồng hoàng, đầu rìu)                                                                           |
|                    | |
| Picodynastornithes | \| \| Coraciiformes (sả, bồng chanh, bói cá) \| \| \| \| \| \| Piciformes (gõ kiến và chim toucan) \| \| \| \| |
|                    | \| \| Coraciiformes (sả, bồng chanh, bói cá) \| \| \| \| \| \| Piciformes (gõ kiến và chim toucan) \| \| \| \| |
|                    | Coraciiformes (sả, bồng chanh, bói cá)                                                                         |
|                    | |
|                    | Piciformes (gõ kiến và chim toucan)                                                                            |
|                    | |

|  | Coraciiformes (sả, bồng chanh, bói cá) |
|  |                                        |
|  | Piciformes (gõ kiến và chim toucan)    |
|  |                                        |